# Timon (Disney)
Timon is een personage uit de film De Leeuwenkoning, The Lion King II: Simba's trots, The Lion King III
en de tekenfilmserie The Lion King's Timon & Pumbaa. Daarnaast heeft hij een bijrol in de tekenfilmserie The Lion Guard. Hij is een stokstaartje.
Timon heeft een arrogant karakter. Hij denkt het altijd beter te weten dan anderen, met name Pumbaa. Wanneer iemand een opmerking heeft gemaakt, gebiedt Timon diegene regelmatig stil te zijn. Hij denkt dan even na en presenteert precies dezelfde opmerking alsof hij het zelf verzonnen heeft. In werkelijkheid is hij maar weinig intelligent en bovendien zeer naïef. Verder is hij erg lui, wanneer hij zich verplaatst doet hij dat meestal op de rug van Pumbaa en hij trekt aan zijn oren wanneer hij harder wil. Timon eet, net als Pumbaa, het liefst insecten. 
In de eerste film komen Timon en Pumbaa pas in beeld wanneer ze Simba redden van de dood. Ze leren Simba Hakuna Matata (Swahili voor geen zorgen), leren hem insecten eten en voeden hem verder op tot volwassen leeuw. Later helpen ze Simba in de strijd tegen Scar door de hyena's af te leiden. In de tweede film moeten ze Kiara in de gaten houden wanneer ze er alleen op uit trekt. 
In The Lion King III komen Timon's familieleden in beeld,  onder wie zijn moeder en zijn oom Max. Terwijl de andere stokstaartjes gangen graven laat hij deze instorten. Timon krijgt de opdracht om de wacht te houden voor zijn kolonie. Dit mislukt omdat hij een lied zingt waardoor hij Shenzi, Banzai en Ed niet opmerkt, die zijn kolonie aanvallen. Timon verlaat vervolgens zijn kolonie. Op zijn reis ontmoet hij zijn beste vriend en metgezel Pumbaa en samen zoeken ze een nieuwe thuis. 
In de spin-off Timon & Pumbaa maken Timon en Pumbaa reizen rond de wereld. In The Lion Guard wordt duidelijk dat Timon en Pumbaa een honingdas (Bunga) hebben opgevoed. 
De oorspronkelijke stem van Timon in het Engels werd ingesproken door Nathan Lane. Zijn stem werd in het Nederlands vertolkt door de Belgische acteur David Verbeeck.
De stem van Timon voor de remake uit 2019 werd ingesproken door Billy Eichner. De Nederlandse stem werd ingesproken door Laurenz Hoorelbeke. Eichner verzorgde tevens de stem in de vervolgfilm Mufasa: The Lion King in 2024. Hoorelbeke keerde voor deze film ook terug als de Nederlandse stem van Timon.